# Der Elfengarten

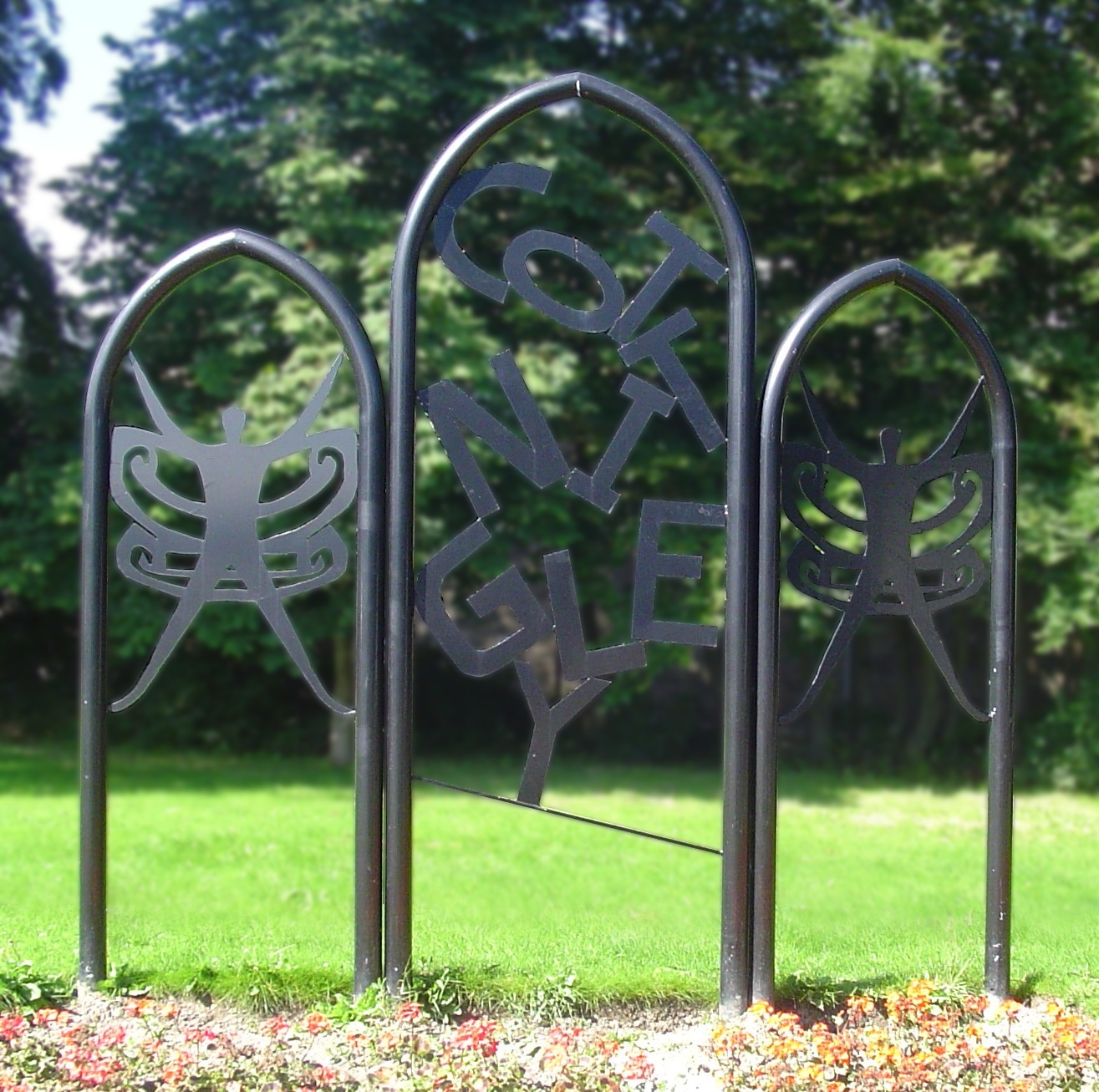
Skulptur als Erinnerung an die Begebenheiten um die Cottingley Fairies

Der Elfengarten (Originaltitel: Photographing Fairies) ist ein englischer Spielfilm aus dem Jahr 1997.

## Handlung (Zusammenfassung)
Charles Castle (Toby Stephens) und seine Ehefrau Anne-Marie verbringen ihre Flitterwochen im Winter 1912/1913 in den Schweizer Alpen. Bei einer Wanderung geraten sie in einen Schneesturm und Anne-Marie stürzt in eine Gletscherspalte – Charles kann sie nicht halten und Anne-Marie stirbt.
Jahre später betreiben Charles und Roy gemeinsam ein Fotostudio. Beide haben den Ersten Weltkrieg als britische Soldaten überlebt, und insbesondere Charles ist vom Leben desillusioniert. Charles hat sich darauf spezialisiert, Fotografien von im Krieg Gefallenen in neu erstellte Porträtaufnahmen mit deren Familienangehörigen einzubelichten, damit den Hinterbliebenen ein Andenken an ihren verstorbenen Sohn, Bruder oder Mann erhalten bleibt. Roy, sein Freund und Kamerad aus dem Grabenkrieg im Ersten Weltkrieg, assistiert Charles.
Um seine Erinnerungen an den Krieg und seine verstorbene Frau zu verdrängen, besucht Charles in seiner Freizeit spiritistische Treffen, in erster Linie um gefälschte Fotografien als solche zu entlarven. Im Rahmen einer theosophischen Veranstaltung beeindruckt Charles mit seinen fotografischen Fachkenntnissen Sir Arthur Conan Doyle, wie Charles nachträglich anlässlich eines Besuches auch von Mrs. Beatrice Templeton erfährt: Diese bittet ihn, eine von ihrer Tochter gemachte Fotografie einer vermeintlichen Fee zu untersuchen – zu seiner äußersten Verwunderung kann Charles aber keine Fälschung erkennen und reist nach Burkinwell (Cottingley), um dem Geheimnis auf den Grund zu gehen.
Ohne sein Kommen angekündigt zu haben, lernt er zuerst Clara und Ana Templeton und deren Nanny, Linda kennen. Linda und Charles kommen sich näher. Von den Geschichten der beiden Mädchen zunehmend fasziniert, kommen Clara Templeton und Charles dem Geheimnis auf die Spur und erkennen, dass mit Hilfe einer Halluzinationen erzeugenden Blüte sich hinter der Wirklichkeit mehr erkennen lässt, als menschliche Sinne wahrnehmen können. Überwältigt von diesen Eindrücken reist er nochmals zu Sir Arthur, schildert seine neuen Erfahrungen und Wandlung vom Skeptiker zum gegenüber dem Aussersinnlichen diskussionsbereiten Realisten, woraufhin Conan Doyle aber lediglich zu einem öffentlichen Streitgespräch einlädt.
Nachdem Clara Templeton bei einem Sturz vom Baum tödlich verunfallt ist, lernt Charles bei seiner Rückkehr ihren Ehemann, Reverend Templeton, bei den Trauerfeierlichkeiten kennen. Dieser vermutet eine Affäre und versucht seinen vermeintlichen Rivalen kennenzulernen. In der Zwischenzeit ist Roy, gegen seinen Willen aber auf Charles’ ausdrücklichen Wunsch, samt einer umfangreichen Fotoausrüstung und einer für viel Geld angemieteten Hochgeschwindigkeitskamera in Burkinwell eingetroffen und unterstützt Charles bei seinen weiteren Untersuchungen vor Ort. Die Trauer um seine Frau hat Reverend Templeton währenddessen zu verdrängen versucht; nach einem Sturz auch seiner jüngsten Tochter vom Teufelsbaum entdeckt er dort aber einen Schrein der beiden Mädchen für ihre Mutter. Er erkennt nun die Hintergründe der Unfälle, fällt in seiner ohnmächtigen Wut und Trauer den Lieblingsbaum seiner Töchter, in dessen Astgabeln die Blüten wachsen, und verbrennt ihn samt den Blüten und Charles’ Fotoausrüstung. Auch Reverend Templeton verunfallt im darauf folgenden Handgemenge mit Charles, als er diesen mit der Axt angreift – Charles wird wegen vermeintlichen Mordes vor Gericht gestellt. Charles ahnt nach seinen eigenen Erfahrungen mit den Blüten des Baums, dass der Tod nicht das Ende ist, und verteidigt sich mit keinem Wort. Roy kümmert sich unterdessen in London um Linda und die beiden verwaisten Mädchen. Charles Castle wird mit dem Strang hingerichtet – mit der letzten der verbliebenen Blüten nimmt er die feenartigen Erscheinungen wieder wahr, findet sich unversehens auf dem Gletscher aus der Anfangsszene und kann seine Ehefrau aus der Gletscherspalte retten.

## Hintergrund
Basierend auf Steve Szilagys gleichnamigen Roman und auf den Begebenheiten um die sogenannten Cottingley Fairies entwickelte Nick Willing die Rahmengeschichte um Charles Castle. Im Zentrum der Handlung stehen zwar auch die von den Mädchen vermeintlich aufgenommenen Fotografien von feenhaften Gestalten mit schmetterlingsähnlichen Flügeln und luftigen Kleidern. Sir Arthur Conan Doyle, der sich in der damaligen Affäre für die Echtheit der Aufnahmen verbürgte, ist in einer längeren Szene im Rahmen einer Theosophischen Veranstaltung zu sehen, und zwar in der Rolle des Kontrahenten von Charles, der die Aufnahmen als Fälschungen zu entlarven beabsichtigt. In der Rolle Doyles ist der gleiche Darsteller eingesetzt, der in den Sherlock-Holmes-Verfilmungen der Achtziger- und Neunzigerjahre Doktor Watson verkörperte. Im Gegensatz zur Kontroverse um die Cottingley Fairies lässt die Verfilmung offen, ob die Aufnahmen echt oder gefälscht sind.

## Trivia
Fast zeitgleich wurde der Film Fremde Wesen (Fairy Tale: A True Story) veröffentlicht, der das gleiche Thema mit einer abgewandelten Rahmengeschichte behandelt.
Der Elfengarten wurde wiederholt im Deutschsprachigen Fernsehen ausgestrahlt, inzwischen ist er auf DVD erhältlich und man kann ihn auch streamen.

## Kritiken
„Ein wundervoll fotografierter Film, dessen gediegene Ausstattung eine vergangene Epoche und ihr Weltbild auferstehen lässt. Obwohl der gut gespielte Film um eine unstillbare Sehnsucht und Tod kreist, vermittelt er auch einen Funken Hoffnung auf die berühmte zweite Chance, zu der man sich allerdings aufraffen muss.“